# Drojdii
Drojdii (węg. Seprőd) – wieś w Rumunii, w okręgu Marusza, w gminie Bereni. W 2011 roku liczyła 129 mieszkańców.